# Ed Hickey
Edgar S. Hickey, (nacido el 20 de diciembre de 1902 en Reynolds, Nebraska y fallecido el 7 de diciembre de 1980 en Mesa, Arizona) fue un jugador de baloncesto y fútbol americano y entrenador de baloncesto, fútbol americano y béisbol estadounidense.

## Trayectoria
- Creighton Prep's H.S. (1927-1934)
- Universidad de Creighton (1935-1943)
- Universidad de Creighton (1946-1947)
- Universidad de Saint Louis (1947-1958)
- Universidad de Marquette (1958-1964)